# Cookie Monster (programma per computer)
Cookie Monster è stato un programma creato nel 1969 per diversi sistemi operativi informatici. Il programma prendeva il nome da un fastidioso "orso" dei cartoni, che era presente nelle pubblicità dei cereali e che in seguito fu associato al personaggio dei Muppet Cookie Monster. Inizialmente, il programma era stato ideato dagli studenti di informatica della Brown University per infastidire i compagni. Il virus inviava manualmente messaggi che bloccavano i processi informatici e richiedeva biscotti finché l'utente del computer "ostaggio" non digitava la parola "cookie", in italiano "biscotto". Nonostante sia stato spesso chiamato virus, non si autoreplicava o diffondeva. Pertanto  è considerato un proto-virus o semplicemente malware. Non ha alcuna relazione con i cookie HTTP.
Quando C.D. Tavares sentì l'idea al MIT, decise di automatizzarla. Da allora, il programma è stato condiviso su diversi sistemi operativi. 
Il programma automatizzato girava sui minicomputer della serie PDP  e successivamente è fu replicato per Atari in due copie, chiamati "Cookie Monster Virus" A e B. L'unica differenza era che il Virus B poteva sopravvivere a un ripristino del sistema se il sistema non veniva completamente spento.  La versione Atari aveva la stessa funzione del programma originale, ma si apriva automaticamente a intervalli regolari e appariva sempre più spesso, man a mano che il programma veniva "nutrito" di più biscotti. Per rimuovere completamente il programma, l'utente doveva digitare "Oreo", un tipo di biscotto molto diffuso negli Stati Uniti.  In un'altra versione del programma, la richiesta di cookie lampeggiava sullo schermo sempre più rapidamente fino a quando improvvisamente, si interrompeva e scriveva "Comunque non volevo un biscotto" e poi terminava. 
Il programma ha ispirato il film Hackers a includere un fittizio "Cookie Monster Virus" che "mangiava" i dati di sistema di un supercomputer Gibson. È stato interrotto (presumibilmente solo temporaneamente) quando l'amministratore di sistema ha digitato "cookie".